# Thornton (Iowa)
Thornton es una ciudad ubicada en el condado de Cerro Gordo en el estado estadounidense de Iowa. En el Censo de 2010 tenía una población de 422 habitantes y una densidad poblacional de 130,66 personas por km².

## Geografía
Thornton se encuentra ubicada en las coordenadas 42°56′39″N 93°23′13″O / 42.94417, -93.38694. Según la Oficina del Censo de los Estados Unidos, Thornton tiene una superficie total de 3.23 km², de la cual 3.23 km² corresponden a tierra firme y (0%) 0 km² es agua.

## Demografía
Según el censo de 2010, había 422 personas residiendo en Thornton. La densidad de población era de 130,66 hab./km². De los 422 habitantes, Thornton estaba compuesto por el 98.58% blancos, el 0.47% eran afroamericanos, el 0% eran amerindios, el 0% eran asiáticos, el 0% eran isleños del Pacífico, el 0% eran de otras razas y el 0.95% pertenecían a dos o más razas. Del total de la población el 0.71% eran hispanos o latinos de cualquier raza.